# Rusko-perská válka (1722–1723)
Rusko-perská válka (1722–1723), v ruské historiografii známá jako Perské tažení Petra Velikého, byla válka mezi Ruským impériem a safíovskou Persií, kterou vyvolala carova snaha rozšířit ruský vliv v kaspické a kavkazské oblasti a zabránit územním ziskům rivalské Osmanské říše na úkor upadající Perské říše.
Po ruském vítězství byla Persie nucena postoupit Ruskému impériu svoje državy v Předkavkazsku, Zakavkazsku a oblast dnešního severního Íránu včetně významných měst Derbent a Baku s přilehlými oblastmi a provincie Širván, Gílán, Mázandarán a Astarábád, jak stvrzovala Petrohradská smlouva z roku 1723.
Tato území zůstala v ruských rukou 9 a 12 let, poté je Rusko podle smluv z Raštu (1732) a z Gjandži (1735) navrátilo zpět Persii.

## Pozadí
Před válkou tvořila ruskou hranici řeka Těrek. Na jih od ní ležely kavkazské dagestánské chanáty, jež byly vazalskými státy Persie. Podnětem pro válečný konflikt byla ruská touha rozšířit vlastní území směrem na jihovýchod a přechodné oslabení Perské říše způsobené obležením safíjovského hlavního města Isfahánu afghánskými vojsky vedenými Mahmúdem Hótakím. Jako formální záminka pro válku posloužily značné škody způsobené řadě ruských obchodníků usazených v ázerbájdžánském městě Šamachi. V roce 1721 vyplenili Šamachi odbojní Lezgové ze safíjovské Persie a povraždili přitom spoustu jeho obyvatel včetně několika ruských obchodníků. Ruský vyslanec u safíjovského dvora Artěmij Volynskij poslal tehdejšímu ruskému carovi Petru Velikému (1672–1725) zprávu o značné škodě způsobené ruským obchodníkům. Konstatoval v ní, že útok z roku 1721 byl jasným porušením Rusko-perské obchodní dohody z roku 1717, v níž se safíjovský stát zavázal zajistit ochranu občanů ruské národnosti na svém území. Vzhledem ke skutečnosti, že v safíjovském státě panuje zmatek a jeho panovník Husajn Šáh není v žádném případě s to zajistit plnění dohody, naléhal Volynskij na cara, aby využil výhodu, kterou mu nastalá situace nabízí, a vpadl pod záminkou, že se jako spojenec safíjovského vládce snaží znovu nastolit pořádek, do Persie. Rusko skutečně nedlouho poté využilo skutečnosti napadení ruských obchodníků v Šamachi jako záminku k válce s Persií.

## Přípravy
V letech 1714–1720 zmapovalo několik ruských mořeplavců celé Kaspické moře. Car Petr I. vydal 15. července 1722 prohlášení v několika místních jazycích, v němž ospravedlňoval vpád navržený knížetem Dymitriem Cantemirem. Car shromáždil 22 000 pěšáků, 9000 dragounů a 70 000 kozáků, Tatarů a Kalmyků. Pro přepravu vojska vybudoval v Astrachani Kaspickou flotilu pod velením generál admirála Fjodora Apraxina. Pěchota, dělostřelectvo a materiál měly být dopraveny po moři do ústí řeky Sulak, zatímco jezdectvo se přesouvalo po pevnině z Caricynu a Mozdoku. V době, kdy Petr I. sbíral své vojsko k útoku, vstoupil Safíjovský stát do konečného stadia zhroucení.

## Tažení
Všechna data jsou podle juliánského kalendáře, neboť údaje uvedené pouze v měsících nelze konvertovat. Pro převod do gregoriánského kalendáře přidejte 11 dní. 

### První fáze (1722)
Kaspická flotila doplula do ústí řeky Sulak 27. července 1722. Jako první stanul na břehu samotný car, kterého sem dopravili čtyři veslaři. Zde se dozvěděl, že část jeho jízdy byla u Endireje poražena Kumyky a Čečenci. Petr odpověděl trestnou výpravou, při níž využil Kalmycké jednotky. Vyrazil na jih a utábořil se na místě nazvaném později Petrovskoje. Dne 12. srpna slavnostně vstoupil do Tarki, hlavního města Tarkiského šamchalátu, kde ho tamější vládce přijal se všemi poctami jako přítele. Následujícího dne zamířil na jih do Derbentu, přičemž plavidla flotily jej sledovala podél pobřeží. Vyslal posly k druhému významnému vládci, utamyšskému sultánovi Mahmudovi. Ten však nechal vyslance zabít a shromáždil asi 16 000 mužů, aby Petrovu vojsku zahradili cestu. Horalé sice bojovali statečně, ale dobře vycvičené ruské pěchotě nedokázali vzdorovat. Město Utamyš bylo vypáleno a všichni zajatí muži byli v odplatu za povražděné vyslance pověšeni. Když se o osudu Utamyše doslechl derbentský chán, nabídl Petrovi 23. srpna klíče od města. Derbent nacházející se na úzkém pruhu země mezi Kaspickým mořem a Kavkazem, byl již dlouho považován za severní vstupní bránu do Íránu. V Derbentu se Petr dozvěděl, že jeho flotilu přepadla bouře a většina zásob byla ztracena. Jelikož v tomto pozdním období neexistovala žádná možnost jejich doplnění, zanechal car v Derbentu silnou posádku, vydal se na pochod zpět k řece Těrek, kde se nalodil, vrátil se do Astrachaně a začal s přípravou tažení pro příští rok.

### Druhá fáze (1722/1723)
Vachtang VI., vládce království Kartli ve střední Gruzii, byl perským vazalem a strávil sedm let v zajetí. Vzhledem ke slabosti safíovského státu uzavřel dohodu s Ruskem. V září 1722 vytáhl se svým vojskem do Karabachu proti povstalým Dagestáncům. Poté, co zabral ázerbájdžánskou Gjandžu, připojili se ke Gruzínům Arméni vedení katolikem Hasanem Esajem. Když se k nim ruské vojsko vzhledem k výše popsané situaci nepřipojilo, vrátili se Vachtang a Hasan Esaj zpět do svých sídel. Tento vynucený ústup měl za následek ničivou invazi do Kartli.
Než opustil Astrachaň, vyslal car Petr 6. listopadu plukovníka Šipova v čele dvou praporů na jih, aby obsadil severoíránské město Rašt nedaleko jihozápadního pobřeží Kaspického moře. Místní obyvatelstvo zprvu vítalo Rusy jako pomoc proti Afgháncům, ale rychle změnilo názor. Perský šáh Tahmásp II. shromáždil 15 000 mužů a v únoru vypudil ruské síly z města, do konce března však Rusové Peršany porazili a toto významné město s konečnou platností obsadili.
Druhého perského tažení se zúčastnil znatelně menší vojenský kontingent, jemuž velel generál Michail Maťjuškin (1676–1737). Petr Veliký řídil tažení ze sídelního města. Kontingent tvořilo 15 válečných lodí, polní a obléhací dělostřelectvo a pěchota. Po dlouhém obléhání obsadily jednotky generála Maťjuškina 26. června 1723 perské město Baku a záhy i Širván na západě a poté tři íránské provincie na jižním pobřeží Kaspického moře. Tyto ruské úspěchy donutily Safíovce uzavřít s Ruským impériem 12. září v Petrohradu mírovou dohodu, podle níž měli Rusové vypudit z perského území Afghánce a obnovit vládu šáha Tahmáspa II. výměnou za odstoupení Derbentu, Baku a tří íránských provincií na jižním pobřeží Kaspického moře. Příštího roku se kníže Meščerskij vydal do Persie k podpisu smlouvy, ale nedokázal její podpis zajistit, a byl málem zabit.
Válka byla formálně ukončena Petrohradskou mírovou smlouvou z roku 1723, která uznávala ruské územní zisky, tj. zabrání západního a jižního pobřeží Kaspického moře. Smlouvou z Cařihradu z roku 1724 uznalo Ruské impérium osmanské územní zisky na západě Persie, zejména Gruzii a Arménii. Obě mocnosti si tak prakticky rozdělily Zakavkazsko. Rusové ztratili mnoho vojáků kvůli nemocem. Ve stejné době Nádir Šáh obnovil a upevnil v Persii vládu Tahmáspa II. V roce 1732 se Rusko po podpisu Smlouvy z Raštu se safíovskou Persií stáhlo na dobytých územích zhruba k dnešní Íránské hranici. V roce 1735 pak po podpisu Smlouvy z Gjandži ustoupilo na své původní hranice na řece Těrek.

## Následky
Válka přinesla oběma stranám citelné ztráty. Zatímco Persie ztratila značnou část území, Rusko přišlo o nemalý počet svých vojáků. Ze 61 039 mužů, kteří se zúčastnili tažení, se jich 36 664 nevrátilo Na okupovaných územích způsobili Rusové vážné škody. Tak třeba v provincii Gílán byl jedním z následků okupace rychlý úpadek hedvábnictví, neboť řada lidí, kteří v tomto oboru pracovali, uprchla. Trvalo řadu let než se toto odvětví vzpamatovalo.
Petr Veliký byl odhodlaný udržet si nově získaná území na Kavkazu a na severu Persie. Zajímal se však i o jejich bezpečnost, a proto nařídil posílit opevnění Derbentu a Svatého Kříže. Hodlal též připojit k Ruskému impériu provincie Gílán a Mázandarán. V květnu 1724 proto napsal ruskému veliteli v Raštu generálu Maťjuškiniovi, že by měl do zmíněných provincií pozvat „Armény, a pokud jsou, i další křesťany, aby se zde usídlili a tiše tak co nejvíc přečíslili počty muslimského obyvatelstva, aniž si to dotyční uvědomí“.
V roce 1732, v předvečer Rusko-turecké války, navrátila vláda Petrovy nástupkyně carevny Anny Ivanovny v rámci Smlouvy z Raštu část zabraných území Persii. V pozadí tohoto ústupku stála snaha vytvořit se safíovskou Persií alianci proti Osmanské říši. Po podpisu Smlouvy z Gjandži v roce 1735 navrátilo Rusko Persii i zbývající území včetně Derbentu, Baku a Tarki. Persie tak opět získala veškerá svá území v Zakavkazsku a v oblasti dnešního severního Íránu. Ruská vojska se však z perských území stáhla až v roce 1734.